# Varhošť
Varhošť är ett berg i Tjeckien. Det ligger i den nordvästra delen av landet, 60 km norr om huvudstaden Prag. Toppen på Varhošť är 639 meter över havet, eller 129 meter över den omgivande terrängen. Bredden vid basen är 1,1 km. Varhošť ingår i České Středohoří.
Terrängen runt Varhošť är huvudsakligen lite kuperad.Runt Varhošť är det tätbefolkat, med 331 invånare per kvadratkilometer. Närmaste större samhälle är Ústí nad Labem, 9,2 km nordväst om Varhošť. Omgivningarna runt Varhošť är en mosaik av jordbruksmark och naturlig växtlighet.